# Fist of Fury
Fist of Fury (förenklad kinesiska: 精武门, traditionell kinesiska: 精武門; pinyin: Jīng wǔ mén) är en kinesisk film från 1972 inspelad i Hongkong.

## Roller (i urval)
- Bruce Lee
- Nora Miao
- Maria Yi
- Lam Ching Ying